# Англійський пацієнт (роман)
«Англійський пацієнт» (англ. «The English Patient») — роман 1992 року канадського прозаїка і поета Майкла Ондатже.

## Сюжет
Дія роману відбувається під час Другої світової війни в італійському монастирі, де за обгорілим пацієнтом доглядає канадська медсестра. Події відбуваються в ході Північно-Африканської кампанії, де протистояли один одному англо-американські та італо-німецькі війська.

## Оцінки
- Букерівська премія з літератури 1992 року;
- Золота Букерівська премія 2018 року — краща книга, що за останні 50 років ставали лауреатами Букерівської премії.

## Екранізація
- «Англійський пацієнт» — фільм 1996 року режисера Ентоні Мінгелли, отримав головну премію американської кіноакадемії в 9 номінаціях, в тому числі за кращий фільм і кращу режисуру.